# Гексакосіойгексаконтагексафобія

Число 666

Грецьке позначення числа 666

Емблема шосе 666 в США, яке згодом було перейменовано в 491 шосе

Гексакосіойгексаконтагексафобія (англ. hexakosioihexakontahexaphobia, від дав.-гр. ἑξακόσιοι ἑξήκοντα ἕξ — «шістсот шістдесят шість») — страх до числа 666 або так званого числа звіра, яке у християнстві пов'язують з Антихристом, а також використовують елемент сатанинської атрибутики.

## У культурі
Приступ цієї фобії був показаний в епізоді «The Honking» мультсеріалу «Футурама». Тоді Бендер злякався відображення в дзеркалі символів «0101100101» (10100110102 = 66610).

## Приклади гексакосіойгексаконтагексафобії
- У 1998 році на прохання віруючих храму Трійці Живоначальної у Воронцові номер московського автобусного маршруту, що проходить біля храму, був змінений з 666 на 616 (тобто з одного варіанта Числа Звіра на іншій).[1]
- У 1999 році «на прохання численних туристів, що не бажають їздити на поїзді з номером з „диявольських“ шісток», номер пасажирського поїзда Осташків—Москва був змінений з 666-го на 604-й.[2]
- У 2000 році з релігійних мотивів номер пасажирського поїзда Луганськ—Сімферополь був змінений з 666-го на 242-й.[3]
- У 2003 році американське шосе 666 було перейменовано на 491 шосе.

## Цікаві факти
- Указ Президента України № 666 2007 року стосувався ліквідації наслідків аварії на Львівській залізниці.